# Mini John Cooper Works WRC
Der Mini John Cooper Works WRC ist ein von Mini entwickeltes Rallye-Fahrzeug, welches im Jahr 2011 zum ersten Mal von eingesetzt wurde.

## Geschichte
Der Mini John Cooper Works WRC ist das erste Auto, das von Mini für den Rallyemotorsport eingesetzt wurde seit den 1960er Jahren. Das Auto fährt für das Team Mini mit einer limitierten Kampagne, die unter der Leitung von Prodrive steht. Prodrive hatte bereits ein Jahr zuvor Erfolg mit einer Kampagne mit dem Rallye Car Subaru Impreza WRC. Der Mini John Cooper Works WRC konnte bereits vier Siege für das Team Mini beisteuern. 2012 siegte das Rallye Car mit den Piloten Daniel Sordo und Carlos del Barrio auf der Tour de Corse. Im selben Jahr gelangen den Rennfahrern Abdulaziz Al-Kuwari und Killian Duffy ein Sieg in der Qatar International Rally. 2013 feierte Mini in Spanien erneut einen Sieg. Diesmal waren die Piloten Louis Monzon und José Déniz. Den letzten Sieg feierte das Team 2014, als man mit den Piloten Václav Pech und Petr Uhel den Barum Czech Rally Zlín gewann. Im Finale stand man 2011 im Rallye de France mit den Piloten Daniel Sordo und Carlos del Barrio. Dies wiederholte sich mit denselben Piloten 2012 im Rallye Monte Carlo.

## Technische Daten
Der Mini John Cooper Works WRC basiert auf der technischen Plattform des Mini Countryman. Er verfügt über einen Reihenvierzylinder-Turbo-Ottomotor mit einem Hubraum von 1600 cm³. Der Motor stammt von BMW. BMW setzte den Motor ebenfalls in vorherigen Rallye Meisterschaften ein, unter anderen auf der FIA World Touring Car Championship.
Der Motor leistet 315 PS (232 kW) bei einer maximalen Drehzahl von 6200 1/min. Die Länge beträgt 3976 mm, die Breite 1820 mm, der Radstand 2480 mm und das Gewicht liegt bei mindestens 1200 kg.